# Епархия Пусана
Епархия Пусана (лат. Dioecesis Pusanensis) — епархия Римско-Католической церкви с центром в городе Пусан, Южная Корея. Епархия Пусана входит в митрополию Тэгу. Кафедральным собором епархии Пусана является церковь Святого Семейства.

## История
21 января 1957 года Римский папа Пий XII выпустил буллу Quandoquidem novas, которой учредил апостольский викариат Пусана, выделив его из апостольского викриата Тэгу (сегодня — Архиепархия Тэгу).
10 марта 1962 года Римский папа Иоанн XXIII издал буллу Fertile Evangelii semen, которой преобразовал апостольский викариат Пусана в епархию.
15 февраля 1966 года епархия Пусана передала часть своей территории для возведения новой епархии Масана.

## Ординарии епархии
- епископ Йохан А. Чхве Джэ Сон (1957—1973);
- епископ Габриель Ли Гап Су (1975—1999);
- епископ Аугустино Чон Мён Джо (1999—2007);
- епископ Пауло Хван Чхоль Су (2007 — по настоящее время).